# To deserve you
To deserve you is een single van Bette Midler. Het is afkomstig van haar album Bette of Roses. Midler heeft een hele rij hits in de Verenigde Staten op haar naam staan, maar deze haalde de Billboard Hot 100 niet. Wel stond het genoteerd in de Adult Contemporary-lijst van dat blad. In het kort komt het erop neer dat het nummer alleen in Nederland apart als hitje een vermelding kreeg en Dancesmash op Radio 538 werd.

## Hitnotering

### Nederlandse Top 40
| Positie: | 25 | 20 | 15 | 11 | 8 | 6 | 7 | 7 | 5 | 6 | 13 | 13 | 17 | 25 | uit |

### NederlandseMega Top 50
| Positie: | 43 | 31 | 20 | 12 | 11 | 8 | 7 | 8 | 7 | 7 | 9 | 13 | 14 | 21 | 27 | 42 | uit |

### NPO Radio 2 Top 2000
To deserve you stond alleen in 2007 in de NPO Radio 2 Top 2000, op plek 1937.